# Ткаченко, Иван Васильевич
Ива́н Васи́льевич Ткаче́нко (25.10.1924, Запорожская область — 05.12.1944, Венгрия) — командир пулемётного отделения 1-го стрелкового полка, младший сержант. Герой Советского Союза (1945). Герой Советского Союза.

## Биография
Родился 25 октября 1924 года в селе Червоное ныне Токмакского района Запорожской области. Украинец. Окончил 10 классов школы.
В армии с 1943 года. Участник Великой Отечественной войны с 1943 года в составе 1-го стрелкового полка. Участвовал в освобождении Житомира, Венгрии.
В ночь на 5 декабря 1944 года в числе первых преодолел Дунай в районе населённого пункта Мариахаза. Поддерживая огнём наступление стрелковой роты, подавил 2 огневые точки противника. В течение дня отбил несколько вражеских контратак. Остался из расчёта один, но продолжал сражаться. В этом бою был тяжело ранен и умер 5 декабря 1944 года.
За мужество и героизм, проявленные в боях с немецко-вражескими захватчиками, Указом Президиума Верховного Совета СССР от 24 марта 1945 года младшему сержанту Ткаченко Ивану Васильевичу присвоено звание Героя Советского Союза.За отличие при форсировании Дуная Указом от 24.03.1945 года Золотой Звездой Героя Советского Союза наградили ещё 14 воинов  из 2-го стрелкового батальона 1-го стрелкового полка старшего лейтенанта Забобонова Ивана Семеновича, в том числе: старшего лейтенанта Милова Павла Алексеевича, старшего лейтенанта Чубарова Алексея Кузьмича, лейтенанта Храпова Николая Константиновича, лейтенанта Колычева Олега Федосеевича, младшего лейтенанта Кутуева Рауфа Ибрагимовича, старшего сержанта Шарпило Петра Демьяновича, сержанта Ткаченко Ивана Васильевича, сержанта Полякова Николая Федотовича, рядового Зигуненко Ильи Ефимовича, рядового Остапенко Ивана Григорьевича, рядового Мележика Василия Афанасьевича, рядового Зубовича Константина Михайловича, рядового Трошкова Александра Даниловича...
Награждён орденом Ленина.
Похоронен в братской могиле в городе Эрчи. Его имя носит средняя школа в родном селе. Герою установлен обелиск в селе Коханое Токмакского района Запорожской области.